# Габизон, Шаби
Шаби Габизон (ивр. שבי גביזון‎; род. 1960, Кирьят-Ям) — израильский кинорежиссёр, сценарист и кинопродюсер. Семикратный лауреат премии Израильской киноакадемии «Офир» (четырежды как сценарист и трижды как режиссёр), трёхкратный обладатель Гран-при Иерусалимского международного кинофестиваля.

## Биография
Шаби Габизон родился в 1960 году в пригороде Хайфы Кирьят-Яме. Учился на факультете киноискусства Тель-Авивского университета, который окончил в 1987 году.
В работе над первым самостоятельным полнометражным фильмом, «Шуру», в которой Габизон выступил как соавтор сценария и режиссёр, ему помог молодой продюсер Йонатан Арох, которому понравились его студенческие работы. После трёх лет работы и ряда отказов в финансировании со стороны Израильского фонда поддержки кинематографа фильм стал менее поэтичным и менее причудливым, чем в первоначальных сценариях. Лента собрала около 200 тысяч зрителей в Израиле (что по местным меркам считается значительной аудиторией); в тель-авивском кинотеатре «Максим» на неё стояли очереди. Она была высоко оценена критиками и принесла автору приз имени Волджина — Гран-при Иерусалимского международного кинофестиваля — и две премии Израильской киноакадемии (за сценарий и режиссуру).
Следующий фильм Габизона, «Влюблённый из третьего квартала», также был комедией и снова собрал значительную израильскую аудиторию, хорошие отзывы у критиков и награды Иерусалимского кинофестиваля и Израильской киноакадемии (Габизон опять получил призы за сценарий и режиссуру). При этом, однако, в международном прокате ни «Шуру», ни новая лента Габизона не достигли успеха. В то время высказывалось мнение, что причиной тому сам факт, что эти фильмы сняты в Израиле, но после успеха картин других израильских режиссёров восторжествовала позиция, согласно которой дело было в том, что заграничной аудитории непонятны именно израильские комедии. Несмотря на равнодушие публики за пределами Израиля, «Влюблённый из третьего квартала» был удостоен наград кинофестивалей в Мангейме и в Сан-Паулу.
В 2003 году вышла очередная картина Габизона — «Трагедии Нины», шедшая с подзаголовком «Очень грустная комедия». Она принесла автору третий «Офир» за режиссуру, третий «Офир» за сценарий и третий Гран-при Иерусалимского кинофестиваля. 2008 год был ознаменован выходом полнометражного фильма и телесериала «Потери и находки»; в этот период Габизон также выступил в качестве редактора сценариев сериалов «Всё это мёд» и «День матери».
В 2012 году был анонсирован новый фильм Габизона — «Тоска» — о стареющем мужчине, обнаруживающем, что двадцать лет назад его бывшая подруга родила от него сына. После того, как фильм вышел в прокат в 2017 году, Габизон стал лауреатом очередного «Офира» за лучший оригинальный сценарий.
С 1993 года Габизон преподаёт сценарное дело и режиссуру на факультете киноискусства Тель-Авивского университета. Он также является преподавателем Школы кино и телевидения имени Сэма Шпигеля (Иерусалим) и студии «Камера Обскура» (Тель-Авив). В Израильском управлении телерадиовещания Габизон возглавлял отдел развития программной части.